# Villecomtal-sur-Arros
Villecomtal-sur-Arros is een gemeente in het Franse departement Gers (regio Occitanie) en telt 743 inwoners (1999). De plaats maakt deel uit van het arrondissement Mirande.

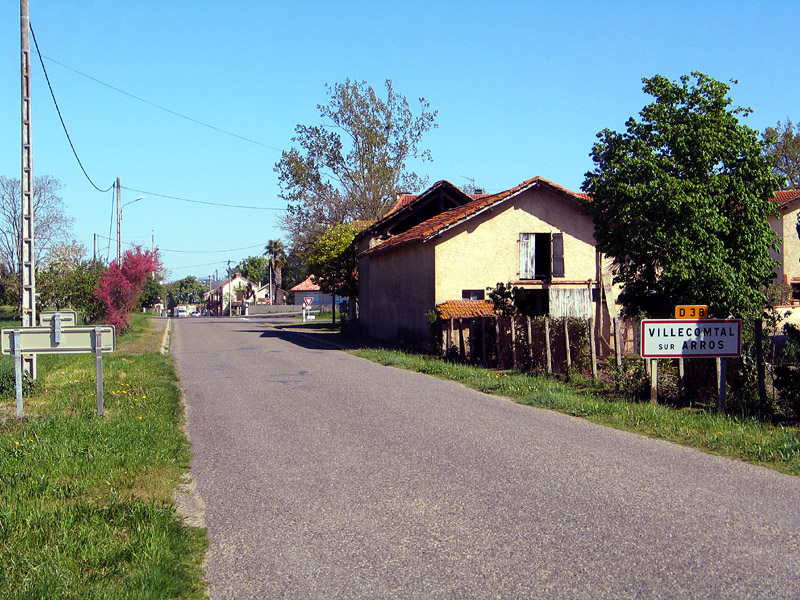
Entree Villecomtal-sur-Arros

## Geografie
De oppervlakte van Villecomtal-sur-Arros bedraagt 11,2 km², de bevolkingsdichtheid is 66,3 inwoners per km².
De onderstaande kaart toont de ligging van Villecomtal-sur-Arros met de belangrijkste infrastructuur en aangrenzende gemeenten.

## Demografie
Onderstaande figuur toont het verloop van het inwonertal (bron: INSEE-tellingen).

1. ↑  Populations de référence 2022.